# Coragyps occidentalis
A Coragyps occidentalis a madarak (Aves) osztályának újvilági keselyűalakúak (Cathartiformes) rendjébe, ezen belül az újvilági keselyűfélék (Cathartidae) családjába tartozó fosszilis faj.

## Tudnivalók
A Coragyps occidentalis (laikus nevein: pleisztocén kori hollókeselyű vagy nyugati hollókeselyű) a kora és a késő pleisztocén korszakok között élt. Ugyanazon a helyen, ahol manapság a rokon hollókeselyű (Coragyps atratus) is él. Megjelenésben majdnem azonos a mai fajjal, azonban 10-15%-kal nagyobb volt; továbbá a fosszilis faj csőre szélesebb és lapítottabb volt a maiénál. Mivel megjelenésben és életmódban igen hasonlít a két faj egymásra, a kutatók szerint a fosszilis faj a mainak az őse. A Würm-glaciális, ismertebb nevén a legutóbbi jégkorszak idején klímaváltozások következtek be és a megafauna kipusztult. E megnehezedett körülményeknek köszönhetően a Coragyps occidentalis nemzedékeken keresztül egyre kisebb lett, a mai hollókeselyűbe fejlődve. Ezt a feltételezést több maradvány is alátámasztja, mint például az oregoni Celilo-vízesésnél és a kaliforniai La Brea-kátránytónál találtak is.
Amikor 1968-ban, Hildegarde Howard amerikai paleoornitológus szétválasztotta a Mexikóban talált - hollókeselyű méretű - maradványokat az Amerikai Egyesült Államokétól, a fosszilis fajnak létrejött két alfaja: a Coragyps occidentalis mexicanus és a Coragyps occidentalis occidentalis.
Más kutatók ezt a szóban forgó fosszilis fajt, a mai hollókeselyű paleoalfajának vélik.

## Fordítás
- Ez a szócikk részben vagy egészben  a   Black vulture#Evolutionary history of Coragyps című angol Wikipédia-szócikk ezen változatának fordításán alapul.  Az eredeti cikk szerkesztőit annak laptörténete sorolja fel. Ez a jelzés csupán a megfogalmazás eredetét és a szerzői jogokat jelzi, nem szolgál a cikkben szereplő információk forrásmegjelöléseként.